# Open di Zurigo 1993
L'Open di Zurigo 1993 è stato un torneo femminile di tennis giocato sul sintetico indoor. È stata la 10ª edizione del torneo, che fa parte della categoria Tier I nell'ambito del WTA Tour 1993. Si è giocato nell'Hallenstadion di Zurigo in Svizzera, dal 4 al 10 ottobre 1993.

## Campionesse

### Singolare
Manuela Maleeva-Fragnière ha battuto in finale  Martina Navrátilová con il punteggio di 6–3, 7–6(1)

### Doppio
Zina Garrison /  Martina Navrátilová hanno battuto in finale  Gigi Fernández /  Nataša Zvereva con il punteggio di 6–3, 5–7, 6–3